# سيصور بنغالي
سيصور بنغالي (الاسم العلمي:Sisor chennuah) هو نوع من الأسماك يتبع جنس السيصور من فصيلة السيصورات.